# Witches of Scotland
Witches of Scotland (en català Bruixes d'Escòcia) és una campanya per tal que es faci públic un perdó actual i una justícia històrica pels milers de persones que van ser processades per bruixeria i executades a Escòcia entre 1563 i 1736.
A Escòcia, la Llei de Bruixeria va romandre vigent fins al 1736. La bruixeria era un delicte capital i castigada amb l'estrangulació i la crema a la foguera. El 84% dels acusats, torturats i assassinats eren dones. El grup de campanya actual en contra d'aquesta llei es basà llavors en dades històriques de l'Enquesta sobre la bruixeria escocesa i pressionà al Parlament escocès un indult, disculpes i un monument nacional. Liderada per Claire Mitchell QC la campanya va obtenir cobertura mediàtica el 2021 i el suport d'escriptors d'alt perfil que han investigat o escrit novel·les basades en relats històrics. Els podcasts publicats per la campanya inclogueren contribucions de Carolyn Jess Cooke, Sara Sheridan, Julia Campanelli, Julian Goodare i Alice Tarbuck.
El lloc web de la campanya descriu com el rei Jaume VI d'Escòcia es considerava un expert en bruixeria i va escriure Daemonologie. I com es calcula que 3837 persones van ser acusades de bruixeria.
Claire Mitchell QC proporciona proves que Escòcia va executar cinc vegades més persones per càpita que a qualsevol altre lloc d'Europa. "Vam excel·lir absolutament en trobar dones per cremar a Escòcia. Les dones executades no eren culpables, així que haurien de ser absoltes”.
En el fons de la seva petició, els proposants argumenten que les condemnes van ser terribles errors judicials i que ara és l'opinió popular que les condemnes no haurien d'haver-se produït. Es poden concedir indults pòstums i disculpes a persones condemnades i acusades. Suggereixen que un memorial nacional facilitaria millor una reflexió adequada sobre les històries d'aquestes dones i homes a Escòcia.
El desembre de 2021, un projecte de llei per netejar els noms dels acusats va ser recolzat al Parlament escocès.
La campanya va pressionar perquè la primera ministra d'Escòcia, Nicola Sturgeon, fes una declaració en el Dia Internacional de la Dona del 8 de març de 2021.